# Raschenberg
Raschenberg (westallgäuerisch: im Raschəberg) ist ein Gemeindeteil der Gemeinde Maierhöfen im bayerisch-schwäbischen Landkreis Lindau (Bodensee).

## Geographie
Die Einöde liegt circa 1,5 Kilometer östlich des Hauptorts Maierhöfen und zählt zur Region Westallgäu.

## Ortsname
Der Ortsname bezieht sich auf den Familiennamen Rasch und bedeutet (Siedlung an) der Anhöhe des Rasch.

## Geschichte
Durch den heutigen Ort führte einst die Römerstraße Kempten–Bregenz. Raschenberg wurde erstmals im Jahr 1523 mit Jos Lerpscher ab dem Raschenberg urkundlich erwähnt. 1818 wurden zwei Wohngebäude im Ort gezählt. Der Ort gehörte einst zum Gericht Grünenbach in der Herrschaft Bregenz.